# Draco bimaculatus
Draco bimaculatus là một loài thằn lằn trong họ Agamidae. Loài này được Günther mô tả khoa học đầu tiên năm 1864.